# Burial Mix
Burial Mix est un label indépendant de musique électronique basé à Berlin, fondé par Moritz von Oswald et Mark Ernestus. Burial Mix est la division du label Basic Channel la plus spécifiquement orientée vers le Dub.